# Librarius legionis
Il librarius legionis era un legionario romano addetto a speciali incarichi amministrativi all'interno della legione romana. Esistevano anche un librarius cohortis ed un librarius alae all'interno delle unità ausiliarie. Faceva parte di quella cerchia di soldati chiamati, immunes, ovvero coloro che, possedendo capacità specializzate o funzioni di rilievo tra i comuni milites, e che erano esentati dai più noiosi e pericolosi compiti che gli altri dovevano svolgere, quali lo scavo di un fossato o il pattugliamento dei bastioni.

## Mansioni
Erano soldati dotati di una certa istruzione, abili nella scrittura e con buone capacità di calcolo. Poteva occuparsi della registrazione di tutte le entrate e le uscite riguardanti gli approvvigionamenti (librarius horreorum), oppure era addetto alla registrazione di tutti i risparmi depositati dai soldati presso i principia dell'accampamento militare (librarius depositorum), o anche alla registrazione dei morti durante il servizio militare (librarius caducorum).